# Île aux Pigeons
Île aux Pigeons (en francés: Isla de las Palomas) es una pequeña isla deshabitada en la colectividad de ultramar de Saint Pierre y Miquelón, situada frente a las costas de la isla de Saint-Pierre, en el océano Atlántico. La isla tiene una superficie de alrededor de 0,0381 km² y pertenece a Francia.

## Geografía
La isla de las palomas posee 345 metros de largo y entre 25 y 280 metros de ancho. Junto con Île-aux-Marins, Île-aux-Vainqueur y Grand Colombier, Île aux Pigeons es parte de un pequeño archipiélago de Saint-Pierre.